# Чичеу-Корабија (Бистрица-Насауд)
Чичеу-Корабија (рум. Ciceu-Corabia) насеље је у Румунији у округу Бистрица-Насауд у општини Чичеу-Михајешти. Oпштина се налази на надморској висини од 497 m.

## Становништво
Према подацима из 2002. године у насељу је живело 203 становника, од којих су сви румунске националности.